# I Don’t Believe in If Anymore

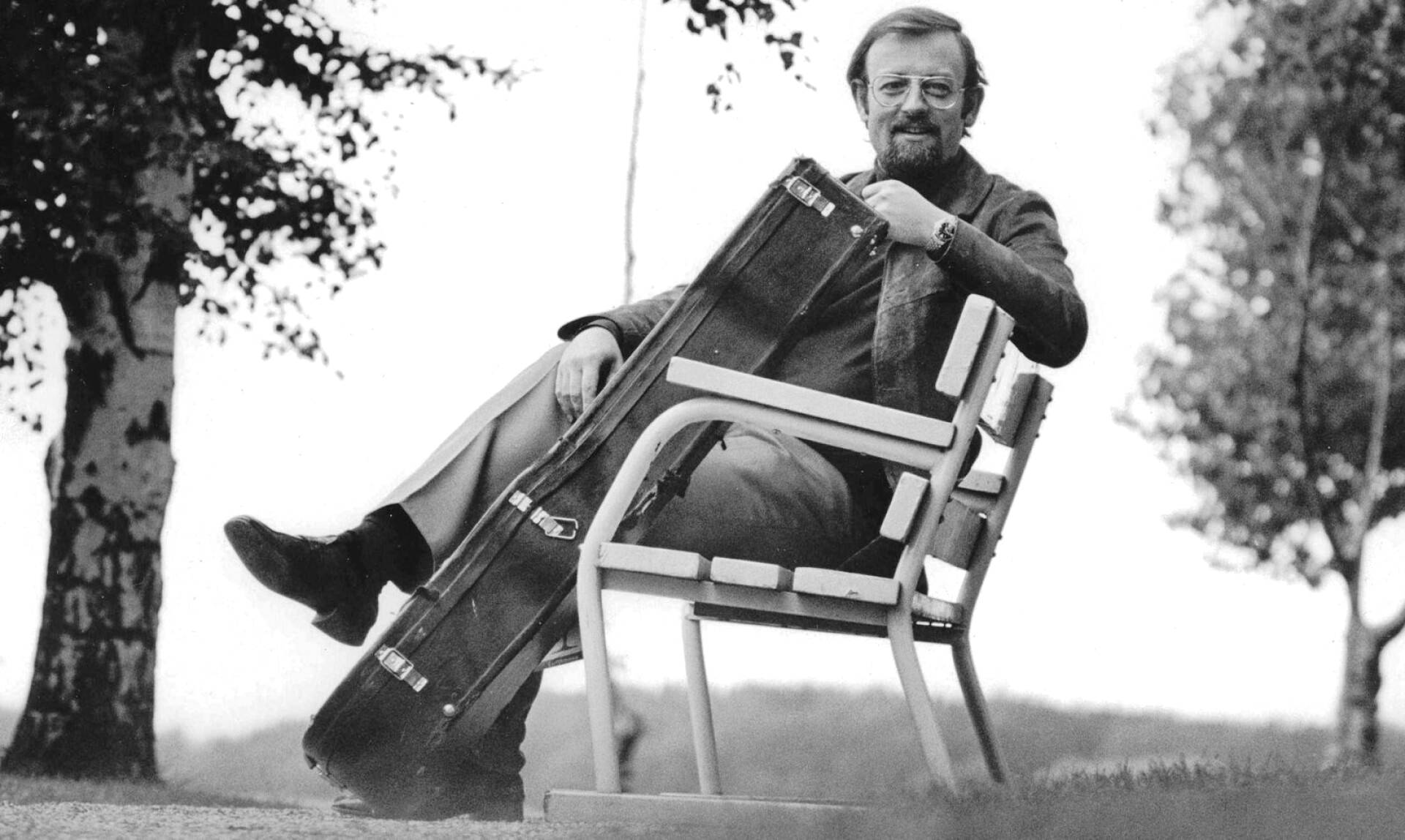
Roger Whittaker 1971

I Don’t Believe in If Anymore ist ein Antikriegslied von Roger Whittaker von 1970. Der Sänger wendet sich an einen fiktiven Soldaten und stellt ihm ironisch in Aussicht, dass er über Nacht zum Helden werde und sein Land rette, wenn („if“) er durchlade, das Bajonett aufpflanze und den Mann erschieße, den „wir“ alle Feind nennen. Dann aber bekräftigt er in mehreren Refrains, dass das „wenn“ eine Illusion sei, an die er nicht mehr glaube.

## Entstehung und Erfolge
Text und Musik von I Don’t Believe in If Anymore stammen von Whittaker selbst. Er erschien erstmals als Single im März 1970, produziert von Denis Preston. Großen Erfolg hatte der Song im englischen und niederländischen Sprachraum, wo er in den Britischen Charts Platz 8 erreichte, in Irland Platz 4 und in den Niederlanden, in Belgien, Kanada und Südafrika jeweils Platz 2. In den deutschsprachigen Ländern spielte der Song, teilweise in der deutschen Fassung Was hat er dir denn getan? präsentiert, gegenüber anderen Lieder Whittakers eine untergeordnete Rolle.

## Coverversionen
Englische Coverversionen stammen von Top of the Pops (1970) und Steve Hofmeyr (1993). Daneben gibt es die niederländische Versionen von Ron Brandsteder Alleen met you mit Text von Han Kooreneef und von Jo Vally Ik geloof niet meer in... mit Text von Werner Bellon, jeweils von 1990, sowie eine von Wim Ravell Dagdroom von 1994 mit eigenem Text. Die Gruppe Stein spielte 1972 eine norwegische Version Illusjoner mit Text von Terje Mosnes ein, Gunnar Wiklund 1978 eine schwedische mit dem Titel Det finns så mycket som vi inte förstår und Text von Olle Bergman. Schließlich gibt es noch eine Instrumentalfassung vom Orchester Anthony Ventura von 1977.